# 王荣生 (1981年)
王荣生（1981年—），国家优秀青年科学基金获得者，中国科学技术大学教授。

## 生平
2004年毕业于安徽师范大学，2010年于中国科学技术大学获博士学位，随后在奥地利科学院做博士后研究。2013年至2015年，在中国科学院地质与地球物理研究所任副研究员。2015年至今，在中国科学技术大学任副教授，特任教授。

## 学术贡献
主要从事无碰撞磁重联及相关物理问题研究。在Nature Physics, Nature Communications, Phys. Rev. Lett.等期刊发表论文50余篇。主持国家自然科学基金优秀青年基金、国家重点研发计划项目等课题多项。

## 奖励与荣誉
- 2011年，获中国科学院优秀博士学位论文奖[3]
- 2012年，获全国百篇优秀博士论文提名奖[4]
- 2019年，获亚太等离子体物理联盟U40奖
- 2020年，获教育部高等学校科学研究优秀成果奖（科学技术）一等奖（第二完成人）[5]